# 帕帕加尤斯
帕帕加尤斯是巴西米纳斯吉拉斯州的一个市镇。总面积552.776平方公里，总人口14410人，人口密度26.1人/平方公里。